# Pointe-à-Pitre
Pointe-à-Pitre (IPA: [pwɛ̃tapitʁ]; in creolo guadalupano: Pwentapit) è un comune francese di 17 163 abitanti (132.870 nell'area urbana) situato nel dipartimento d'oltremare della Guadalupa.
La città è servita dall'aeroporto di Pointe-à-Pitre-Le Raizet, che la connette alla madrepatria e alle altre isole caraibiche.
Pointe-à-Pitre è inoltre il punto d'arrivo della Route du Rhum (la "Strada del Rhum"), una delle maggiori regate transatlantiche mondiali, che si svolge ogni quattro anni.